# Show do intervalo do Super Bowl XXVII
O show do intervalo do Super Bowl XXVII ocorreu em 31 de janeiro de 1993, no Rose Bowl, Pasadena, Califórnia, como parte do Super Bowl XXVII.
Em um esforço para aumentar a audiência, o show contou com uma apresentação de Michael Jackson. A performance foi bem-sucedida em seus objetivos, fazendo com que a audiência do Super Bowl aumentasse entre os tempos pela primeira vez na história do jogo. Com uma audiência de 133,4 milhões de espectadores nos Estados Unidos e 1,3 bilhão de espectadores em todo o mundo, estima-se que seja uma das transmissões de televisão mais assistidas de todos os tempos. O show, junto com outras aparições notáveis de Jackson no final de janeiro e fevereiro, também ajudou a aumentar as vendas de seu então álbum Dangerous.
Retrospectivamente, o show foi creditado por estabelecer as normas dos futuros shows do intervalo do Super Bowl (com um foco maior em grandes nomes da música popular) e classificado como um dos maiores shows do intervalo do Super Bowl de todos os tempos.

## Contexto

Michael Jackson foi o astro do show.

Antes do Super Bowl XXVII, o show do intervalo do jogo frequentemente apresentava apresentações de bandas marciais e, mais tarde, de equipes de treinamento e conjuntos como Up with People — atos que, na década de 1990, eram considerados culturalmente ultrapassados. O show do intervalo do ano anterior apresentou uma saudação às Olimpíadas de Inverno de 1992, com apresentações de patinação artística de Brian Boitano e Dorothy Hamill, e a convidada musical Gloria Estefan. A futura emissora da NFL, Fox, exibiu um episódio especial de sua série de esquetes cômicos In Living Color durante o intervalo, o que fez com que a audiência do jogo na CBS diminuísse em 22%.
Após o incidente, a NFL iniciou o processo de aumentar o perfil do show do intervalo em um esforço para atrair e reter os espectadores tradicionais. A Radio City Productions, que produziria o show do intervalo, tentou cortejar Michael Jackson se reunindo com ele e seu empresário Sandy Gallin. Após três negociações fracassadas, incluindo um pedido de US$ 1 milhão à NFL, a administração de Jackson concordou em permitir que ele se apresentasse no Super Bowl XXVII.
Embora a liga não pague taxas de participação para os artistas do intervalo do Super Bowl, a NFL e a Frito-Lay concordaram em fazer uma doação de US$ 100.000 para a Heal the World Foundation de Jackson e fornecer tempo comercial durante o jogo para a campanha Heal LA da fundação, que visava fornecer assistência médica, educação sobre drogas e orientação para os jovens de Los Angeles após os distúrbios de 1992 em Los Angeles.
Mais de 250 voluntários foram necessários para montar e desmontar o palco de 10 toneladas do show. O palco foi construído com pneus todo-o-terreno para limitar os danos à superfície de jogo.

## Desempenho
A apresentação começou com a voz de James Earl Jones introduzindo um "espetáculo sem precedentes do Super Bowl estrelado por Michael Jackson". Michael Jackson então pareceu aparecer no topo dos dois telões do estádio (usando dublês). Michael então salta do centro do palco e fica completamente congelado e em silêncio por quase dois minutos antes que sua guitarrista de longa data, Jennifer Batten, comece a apresentação. A apresentação de Jackson incluiu um medley consistindo de "Jam", "Billie Jean" e "Black or White" (inclui o começo de "Another Part of Me"), incluindo o final do solo de guitarra de Batten. O final contou com uma apresentação de cartão de audiência, uma montagem de vídeo mostrando Jackson participando de vários esforços humanitários ao redor do mundo e um coral de mais de 3.000 crianças da área local de Los Angeles cantando "We Are the World", mais tarde se juntando a Jackson enquanto ele cantava seu single "Heal the World" com um globo inflável. O globo lembrava a arte da capa do single.

## Recepção comercial
O show do intervalo foi um grande sucesso, marcando a primeira vez na história do Super Bowl que a audiência aumentou entre os tempos do jogo.
Logo após sua aparição no American Music Awards de 1993, o álbum de Jackson de 1991, Dangerous, teve um aumento de 83% nas vendas, vendendo 21.000 cópias nos Estados Unidos na semana seguinte ao Super Bowl. As vendas aumentaram ainda mais após a exibição de uma entrevista especial de Michael Jackson com Oprah Winfrey em 10 de fevereiro e no 35º Grammy Awards (recebendo o Grammy Legend Award), fazendo com que Dangerous alcançasse o top 10 da Billboard 200 e ultrapassasse 5 milhões em vendas totais.

## Recepção crítica
A Associated Press descreveu o show como "chamativo".
O desempenho de Jackson no intervalo tem sido regularmente classificado retrospectivamente entre os melhores desempenhos do intervalo de todos os tempos. Em seu ranking de shows do intervalo publicado pela Thrillist (que, em sua atualização de 2022, classifica a performance de Jackson como o terceiro maior show do intervalo até aquele ano).
Em sua classificação da Rolling Stone dos shows do intervalo do Super Bowl, Rob Sheffield (no qual classificou o show do intervalo de Jackson como o 14º melhor show do intervalo até 2022) apelidou a apresentação de a última grande apresentação televisiva da vida de Jackson.
Em um artigo de 2022, Brian Moylan do Vulture, classificando a apresentação como o décimo melhor show do intervalo do Super Bowl até aquele ano, creditou ao show de Jackson por transformar os shows do intervalo do Super Bowl em "televisão imperdível".

## Lista de músicas
As seguintes músicas foram tocadas durante o show do intervalo:
- "Jam" (inclui o começo de "Why You Wanna Trip On Me")
- "Billie Jean"
- "Black or White" (inclui o começo de "Outra Parte de Mim")
- "We Are the World" (coro infantil)
- "Heal the World"

A performance de Heal the World apareceu no VHS Dangerous: The Short Films.